# Raciborskiomyces peltigericola
Raciborskiomyces peltigericola är en lavart som först beskrevs av David Leslie Hawksworth, och fick sitt nu gällande namn av M.E. Barr 1997. Raciborskiomyces peltigericola ingår i släktet Raciborskiomyces och familjen Pseudoperisporiaceae.   Inga underarter finns listade i Catalogue of Life.
I den svenska databasen Dyntaxa används istället namnet Niesslia peltigericola för samma taxon.  Arten är reproducerande i Sverige.